# Aphanolejeunea moramangae
Aphanolejeunea moramangae là một loài Rêu trong họ Lejeuneaceae. Loài này được (Tixier) Tixier mô tả khoa học đầu tiên năm 1984.